# Моркель, Джеральд
 Джеральд Моркель (англ. Gerald Morkel; 2 февраля 1941, Кейптаун, Западно-Капская провинция — 9 января 2018, Кейптаун) — государственный и политический деятель Южно-Африканской Республики (ЮАР). Работал мэром Кейптауна и премьером Западно-Капской провинции в ЮАР. Затем был членом городского совета Кейптауна от Демократического альянса до своего ухода из политики в 2011 году.

## Политическая карьера
В 1984 году был избран от Лейбористской партии в Палату представителей Трёхпалатного парламента ЮАР, состоявшую из «цветных». К 1994 году перешёл в Национальную партию, а в 1998 году был назначен лидером Новой национальной партии в Западно-Капской провинции, когда стал премьером после ухода Хернуса Криля. На выборах 1999 года ни одна партия не получила большинства в Западно-Капской провинции. Новая национальная партия сформировала коалицию с Демократической партией и Джеральд Моркель остался премьером провинции. В 2000 году озвучили планы по подготовке объединения двух партий под названием Демократический альянс.
Однако в 2001 году руководство Новой национальной партии прекратило сотрудничество с Демократическим альянсом и попыталось сформировать коалицию с Африканским национальным конгрессом. Джеральд Моркель был критически настроен по отношению к этому решению и пытался настроить против него большинство членов Новой национальной партии. Когда ему это не удалось, он был вынужден уйти с должности премьера провинции. Присоединился к Демократическому альянсу и был избран мэром Кейптауна. Оставался на этой должности менее года, когда Демократический альянс был отстранен от власти коалицией Африканского национального конгресса и Новой Национальной партии в октябре 2002 года. Являлся членом городского совета Стенберга до 2011 года.

## Смерть
Скончался 9 января 2018 года, в своём доме в Токае, Кейптаун. В 2014 году у него диагностировали рак брюшной полости.

## Семья
Был женат, у пары было три сына: Гарт, Кент и Крейг, а также дочь Гейл.

## Примечание
1. ↑  Marco Granelli, Pretoria News, July 1999
2. ↑  Former CT mayor and Western Cape premier Gerald Morkel has died, News24, 9 January 2018.
3. ↑  Former Cape Town mayor Gerald Morkel dies